# Nur Muhammad Taraki

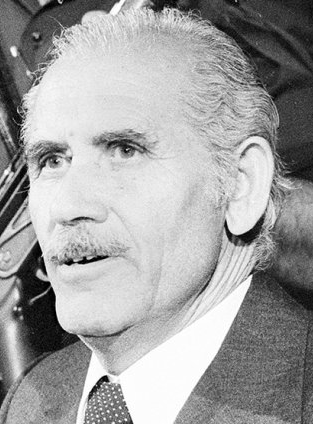
Nur Muhammad Taraki 1978

Nur Muhammad Taraki (* 14. Juli 1917 in Mukur; † 8. Oktober 1979 in Kabul) war ein afghanischer Journalist, Politiker und Ministerpräsident. Er war eines der Gründungsmitglieder der Demokratischen Volkspartei Afghanistans und gehörte nach deren Spaltung 1967 dem Khalq-Zweig der Partei an. Er wurde 1979 ermordet.

## Leben
Taraki wurde als Sohn eines Bauern aus dem Stamm der Tarakai Ghilzai in Kamkinawar geboren. Kamkinawar liegt am Ostrand der Hochebene Mukur. Taraki besuchte in Mukur die Schule und arbeitete nebenbei als Dienstbote. Im Alter von 18 Jahren ging Taraki nach Indien und arbeitete im heutigen Mumbai als Sekretär des dortigen Vertreters der Pathan Trading Company, welche 1935 von Kaufleuten in Kandahar gegründet wurde und auf den Handel mit Trockenfrüchten spezialisiert war. Dort besuchte Taraki eine Abendschule, um Urdu und Englisch zu erlernen.
1937 kehrte Taraki nach Afghanistan zurück und arbeitete für Abdul Madschid Zabuli. 1938 nahm Taraki ein Studium an der gerade eröffneten Kabuler Fakultät für Rechts- und Politikwissenschaften auf. Er blieb aller Wahrscheinlichkeit zufolge bis 1941 immatrikuliert. Nachdem er sein Studium der Wirtschaftswissenschaften mit einem Diplom abgeschlossen hatte, arbeitete Taraki im Ministerium für Volkswirtschaft. Später nahm er eine Tätigkeit als Mitarbeiter von Radio Kabul und der Nachrichtenagentur Bachtar auf und trat in das Präsidium für Presse- und Informationswesen ein. Gegen Ende der 40er Jahre leitete Taraki die Nachrichtenagentur eine Zeit lang.
Zu diesem Zeitpunkt war Cein Unterstützer und Befürworter der politisch-literarischen Bewegung Erwachte Jugend, welche jedoch schon 1950 zerfiel. Taraki schrieb für Angar (Die Glut), eine der Zeitungen der unterschiedlichen Strömungen, in welche die Bewegung zerfallen war. Nach nur zehn Monaten kam jedoch das Aus für sie. Im Frühjahr 1953 ging Taraki als Presseattaché für ein halbes Jahr an die Botschaft Afghanistans in Washington D.C. Mit der Ernennung von Mohammed Daoud Khan zum Ministerpräsidenten demissionierte Taraki jedoch im November desselben Jahres und erklärte auf einer Pressekonferenz in New York, dass er nicht nach Afghanistan zurückkehren werde, da er befürchtete, aufgrund seiner publizistischen Betätigung erschossen zu werden. Die folgenden zwei Jahre verbrachte er möglicherweise in Großbritannien, wohin er noch am Tag der Pressekonferenz aufbrechen wollte.
1956 kehrt Taraki nach Kabul zurück, nachdem Daoud einen politischen Annäherungskurs an die Sowjetunion eingeschlagen hatte und eine Reihe von politischen Gefangenen in die Freiheit entlassen wurden. In diesem Klima konnten auch Exilafghanen wie Taraki wieder in die Heimat zurück. Taraki war in der folgenden Zeit als Übersetzer für die US-Botschaft, für U.S. AID und die Kabuler UN-Vertretung tätig. Er arbeitete weiterhin als literarischer Übersetzer und übertrug Werke der klassischen russischen und sowjetischen Literatur in seine Muttersprache. Er veröffentlichte zahlreiche Kurzgeschichten. Mit seinen Geschichten begründete Taraki eine „Neue Richtung“ der Pasthu-Literatur, welche sich u. a. mit der sozialen Ungleichheit und Ungerechtigkeit in Afghanistan befasste.
1963 erwogen Taraki und Babrak Karmal die Gründung einer Partei und bereiteten diesen Schritt in den folgenden zwei Jahren vor. Am 1. Januar 1965 fand im Kabuler Ortsteil Karta-e Tschar der Gründungskongress der Demokratischen Volkspartei (hizb-e demokratiq-e chalq, Volksdemokratische Partei Afghanistans) statt. Taraki wurde zum Generalsekretär der Partei berufen, wohlwissend, dass die amtliche Zulassung für die Partei versagt bleiben würde. Doch bei Wahlen im September/August des Jahres gelang es einigen Parteimitgliedern, in das Parlament gewählt zu werden, wenn auch nicht als Vertreter ihrer Partei. Das Parteiorgan Chalq (Volk), dessen Herausgeber Taraki war, erschien jedoch völlig legal und der damalige Chefredakteur Mohammad Hasan Bareq wurde sogar später Kultur- und Informationsminister Afghanistans. Das Blatt wurde jedoch am 23. Mai 1966 verboten, nachdem es sich kritisch gegenüber dem Konzept des Privateigentums geäußert hatte. Bis 1968 wurden im Untergrund jedoch die Parteiblätter Dschumbesch und Rahnama veröffentlicht und dann für kurze Zeit von einer weiteren legalen Publikation abgelöst.
Im Zuge des Wahlkampfes 1969 entwickelten sich zwei konkurrierende Fraktionen: die Chalq unter Taraki und die Partscham unter Babrak. Die Partscham-Fraktion unterstützte Mohammed Daoud Khan zum Zeitpunkt der Ausrufung der Republik im Jahre 1973, wohingegen die Chalq-Fraktion im Hintergrund blieb. Daoud Khan entledigte sich 1977 des linken Flügels, woraufhin beide Fraktionen sich wieder einander annäherten und sich aller Wahrscheinlichkeit schon bald an die Planung des Sturzes des Daoud-Regimes machten.
Als Daoud Khan beim Putsch am 27. April 1978 (Revolution vom 7. Saur 1357) erschossen wurde, übernahm Taraki am 30. April 1978 das Amt des Vorsitzenden des Revolutionsrates und des Ministerpräsidenten. Sein Mitstreiter in der Revolution, Hafizullah Amin, zwang ihn jedoch im September 1979 zum Rücktritt von seinen Ämtern und übernahm diese selbst. Er wurde am 8. Oktober 1979 auf Amins Befehl ermordet. Die Kabul Times berichtete, Taraki sei nach kurzer und schwerer Krankheit verstorben.

## Publikationen
- Der Einsame. 1962
- Spin. 1959
- Bangs Reise. (Da Bang musafarat). Kabul: Paschtu Tolana. 1336 (1958)
- Die Bauerntochter. 1958
- Gewinn daheim – Gewinn in Lahore. 1956
- Mein Anteil. 1956
- Samats Eltern in: Kabul Nr. 414. 1956
- Drei Mahlzeiten. 1956
- Gedörrtes Rindfleisch. 1951
- Das ist mein Verdienst. 1951